# Les choristes
Les choristes (br: A Voz do Coração; pt: Os Coristas)  é um filme francês de 2004, do gênero drama, dirigido e roteirizado por Christophe Barratier. O filme foi distribuído pela Miramax Films / PlayArte.